# Aberaeron
Aberaeron is een plaats in het Welshe graafschap Ceredigion. De kustplaats ligt aan Cardigan Bay bij de monding van de Aeron.
Aberaeron telde bij de census van 2001 1520 inwoners.

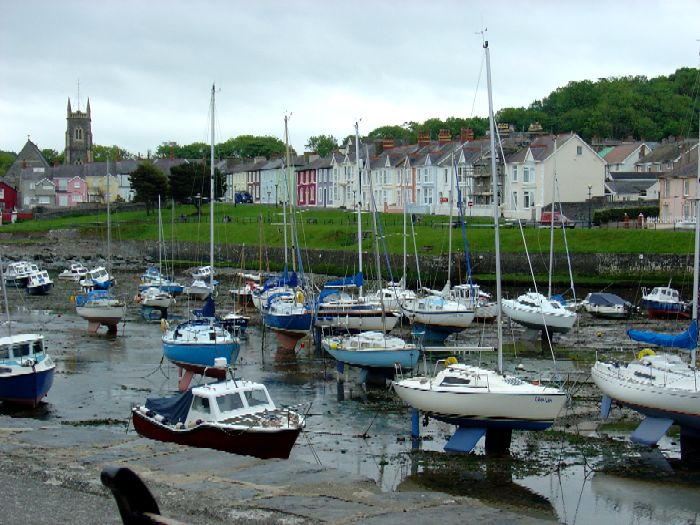
Haven bij laag water